# Eugenie Marlitt
Eugenie Marlitt (znana również jako Eugenia Marlitt, właściwie Eugenie John, ur. 5 grudnia 1825 w Arnstadt, zm. 22 czerwca 1887 tamże) – niemiecka pisarka.
Miała studiować muzykę, ale straciła słuch i zajęła się literaturą. Tworzyła przede wszystkim dla młodych dziewcząt, a do jej najbardziej znanych utworów należą:
- Złota Elżunia (1866)
- Hrabianka Gizela (1870)
- Księżniczka wrzosów (1872)
- Panienka ze starego młyna (1885)
- Nieoczekiwane dziedzictwo